# Font del Clotet (Abella de la Conca)

La Font Andreu, respecte del terme d'Abella de la Conca

La Font del Clotet és una font del terme municipal d'Abella de la Conca, a la comarca del Pallars Jussà.
És a la vall del barranc de Cal Palateres, pertanyent a la vall alta del riu d'Abella. Està situada a 1.420 m d'altitud, sota i al sud de la Font Andreu, als peus de la cinglera de la Serra de Carreu, al costat occidental del Serrat de la Gavarnera.

## Etimologia
Es tracta d'un topònim romànic descriptiu, format a part del diminutiu del mot comú clot, i és descriptiu del lloc on es troba aquesta deu.